# Maribi Ugarteburu
María Victoria Maribi Ugarteburu Markuerkiaga, (Lequeitio, Vizcaya, 9 de noviembre de 1968) es una periodista y política vasca, miembro de la izquierda abertzale de la que ha sido portavoz. De 2012 a 2016 fue diputada de Euskal Herria Bildu por Vizcaya en el Parlamento Vasco. También coordinadora de Sortu en Bizkaia. Fue alcaldesa de la localidad vizcaína de Amoroto de 1999 a 2004.

## Biografía
Maribi Ugarteburu es natural de la pequeña localidad vizcaína de Amoroto, aunque nació en 1968 en Lequeitio, localidad que es una de las cabeceras de la comarca de Lea-Artibai. Es licenciada en Ciencias de la Información y la Comunicación.

### Política municipal y Udalbiltza
En 1999 fue elegida alcaldesa de Amoroto como candidata de la candidatura local independiente E.K., la única que se presentó a las elecciones municipales.
Como alcaldesa de Amoroto, Ugarteburu participó en Udalbiltza, la asamblea de municipios y electos municipales de Euskal Herria que fue creada en 1999 por los partidos nacionalistas vascos tras los acuerdos del Pacto de Estella. Cuando se produjo la crisis de Udalbiltza, que la dividió en dos organizaciones diferentes, Ugarteburu se alineó con la Udalbiltza que agrupaba a los cargos electos de la izquierda abertzale, junto con algunos independientes como ella misma. Esta organización fue conocida en los medios de comunicación como Udalbiltza-Kursaal por haberse constituido en una asamblea celebrada en el Palacio de Congresos del Kursaal de San Sebastián. En febrero de 2002 al constituirse Udalbiltza-Kursaal Ugarteburu fue elegida miembro de la comisión ejecutiva y responsable de la comisión de comunicación de dicha institución. El 29 de abril de 2003 el juez Baltasar Garzón de la Audiencia Nacional actuó contra Udalbiltza-Kursaal deteniendo a varios miembros y/o trabajadores de esta institución e iniciando el Sumario 6/03 de proceso judicial contra Udalbiltza, institución a la que acusó de formar parte de la organización terrorista ETA.
Ugarteburu pudo esquivar las ilegalizaciones de Herri Batasuna, Euskal Herritarrok y Batasuna, así como de las candidaturas locales abertzales que intentaron sustituirlas de cara a las elecciones municipales de 2003, al encabezar de nuevo una candidatura local de carácter continuista, que no presentaba candidatos contaminados. Por ello en 2003 fue reelegida alcaldesa, esta vez compitiendo contra una candidatura del PP, que no obtuvo ni un solo concejal y escasos votos. En 2004 abandonó el cargo municipal, antes de que finalizara la legislatura.
Ugarteburu fue una de las 22 personas que finalmente resultaron encausadas en el caso Udalbiltza. En enero de 2011, tras ocho años de tramitación, se dictó sentencia siendo todos los imputados absueltos de sus cargos. Durante el proceso judicial, Ugarteburu fue la portavoz de los encausados.

### Portavoz de la izquierda abertzale
Tras el anuncio del cese definitivo de la actividad armada de ETA el 20 de octubre de 2011, Ugarteburu adquirió protagonismo al ser elegida como uno de los portavoces de la izquierda abertzale heredera de Batasuna, que se encontraba en aquel momento ilegalizada. Ella fue una de las encargadas de realizar las valoraciones al anuncio por parte de ETA del abandono de las armas y también la encargada en 2012 del documento en el que la antigua Batasuna reconocía haber sido insensible al dolor de las víctimas de ETA.
Se presentó como candidata al Parlamento Vasco por la coalición Euskal Herria Bildu, siendo la segunda en la lista de EH Bildu por Vizcaya.  Ocupó un escaño en el Parlamento Vasco de noviembre de 2012 hasta agosto de 2016.